# Kleine Lonau
Die Kleine Lonau ist einer der beiden Quellflüsse der Lonau in Niedersachsen.

## Verlauf
Sie entspringt auf 650 m Höhe und fließt durch das Mariental nach Lonau, wo sie mit der Großen Lonau zur Lonau zusammenfließt. Mit ungefähr 4,2 km Länge ist die Kleine Lonau 1,8 km kürzer als die Große Lonau.